# Diana Rigg
Diana Rigg (Doncaster; 20 de julio de 1938 – Londres; 10 de septiembre de 2020) fue una actriz británica. De 1965 a 1968 interpretó el papel de Emma Peel en la serie de televisión Los vengadores, en 1969 interpretó a la Condesa Teresa di Vincenzo, esposa de James Bond en la película On Her Majesty's Secret Service (007 al servicio de su Majestad) y entre 2013 y 2017 a Olenna Tyrell, la Reina de Espinas, en la serie Juego de Tronos. En teatro interpretó, entre otros, el papel de Medea, en Londres y Nueva York por el que ganó en 1994 el Premio Tony como mejor actriz principal en una obra de teatro. Por sus servicios al teatro fue reconocida con la Orden del Imperio Británico en 1988, y en 1994 se le nombró Dame.
Rigg hizo su debut profesional en el escenario en 1957 en El círculo de tiza caucasiano, luego se unió a la Royal Shakespeare Company en 1959. Hizo su debut en Broadway en la producción de 1971 de Abelardo & Eloisa. Sus papeles cinematográficos incluyen Helena en Sueño de una noche de verano (1968); Lady Holiday en The Great Muppet Caper (1981) y Arlena Marshall en Muerte bajo el sol (1982). Ganó el premio BAFTA TV a la mejor actriz por la miniserie de la BBC Mother Love (1989) y un premio Emmy por su papel de Mrs. Danvers en una adaptación de Rebecca (1997). Sus otros créditos televisivos incluyen You, Me and the Apocalypse (2015), Detectorists (2015) y el episodio de Doctor Who «The Crimson Horror» (2013) con su hija, la también actriz Rachael Stirling.

## Biografía
Nació en Doncaster, en el condado de Yorkshire del Sur (Inglaterra). De los dos a los ocho años vivió en Jodhpur, al noroeste de la India, donde su padre, ingeniero de ferrocarriles trabajó en la Bikaner State Railway. Diana hablaba hindi como segunda lengua cuando era joven. La enviaron de regreso a Inglaterra donde estudió en un internado. Primero asistió al Colegio Great Missenden en el Condado de Buckinghamshire, y tres años después se cambió a Fulneck Girl's School en Pudsey, en el Condado de Yorkshire, cerca de la ciudad de Leeds.
Se formó como actriz en la Academia de Arte Dramático con compañeros de clase entre 1955-1957 como Glenda Jackson y Siân Phillips.

### Carrera en el teatro
A los 17 años Rigg se presentó en 1955 a una audición de la RADA de Londres. En 1957 debutó interpretando el papel de Natasha Abashwilli en la producción del RADA The Caucasian Chalk Circle (El círculo de tiza caucasiano) en el Festival de York. Trabajó dos años en el teatro de repertorio y también como asistente del director de escena.
Regresó al escenario con la obra de Ronald Millar Abelard and Heloïse en Londres en 1970 y debutó en Broadway en 1971 ganando la primera de tres nominaciones a los premios Tony como Mejor Actriz en una Obra.
Recibió su segunda nominación en 1975 por The Misanthrope. Fue miembro de la Royal National Theatre Compañía de Teatro Nacional en Old Vic de 1972 a 1975 haciendo papeles de protagonista en dos producciones de Tom Stoppard, Dorothy Moore en Jumpers (1972) y Ruth Carson en Night and Day (1978).
En 1982, apareció en un musical llamado Colette, basado en la vida de la escritora francesa conocida con el mismo nombre creado por Tom Jones y Harvey Schmidt, pero cerró durante una gira estadounidense camino a Broadway. En 1987, asumió un papel principal en la producción del West End del musical Follies de Stephen Sondheim. En la década de 1990, obtuvo triunfos con papeles en el Almeida Theatre en Islington, incluida Medea en 1992 (que se trasladó al Wyndham's Theatre en 1993 y luego a Broadway en 1994, por la que recibió los premios Tony a la mejor actriz), Mother Courage en el Teatro Nacional en 1995 y ¿Quién teme a Virginia Woolf? en el Teatro Almeida en 1996 (que se trasladó al Teatro Aldwych en octubre de 1996).
En 2004, apareció como Violet Venable en la producción del Sheffield Theatres en la obra de Tennessee Williams Suddenly Last Summer, que se trasladó al Albery Theatre. En 2006, apareció en el Wyndham's Theatre en el West End de Londres en un drama titulado Honor que tuvo una carrera limitada pero exitosa. En 2007, apareció como Huma Rojo en la producción de Old Vic de Todo sobre mi madre, adaptada por Samuel Adamson y basada en la película del mismo título dirigida por Pedro Almodóvar.
Apareció en 2008 en The Cherry Orchard en el Chichester Festival Theatre, donde regresó en 2009 para protagonizar Hay Fever de Noël Coward. En 2011, interpretó a Mrs. Higgins en Pygmalion en el Garrick Theatre, junto a Rupert Everett y Kara Tointon, después de haber interpretado a Eliza Doolittle 37 años antes en el Albery Theatre.
En febrero de 2018 regresó a Broadway, de nuevo en el papel (no cantante) de Mrs. Higgins en My Fair Lady. Sobre su papel comentó que para ella era «muy especial». Recibió por este papel su cuarta nominación a los premios Tony.

### Los vengadores(década de los 60)
Rigg apareció en la serie de televisión británica de los años 60 The Avengers (Los vengadores) producida por la cadena Associated British Corporation, (1961-1969) junto a Patrick Macnee como John Steed, interpretando a la agente secreta Emma Peel en 51 episodios, reemplazando a Elizabeth Shepherd en muy poco tiempo cuando Shepherd fue retirada del papel después de filmar dos episodios. Rigg realizó una audición para el papel sin haber visto el programa. 
«Cuando me llamaron yo estaba en la Royal Shakespeare Company, era muy joven, era pobre, ni siquiera tenía un televisor», contó. Aceptó el papel de Emma Peel, primero su ayudante y luego compañera del superespía John Steed (Patrick Macnee). En 2019 explicaba que sus colegas del teatro pensaban en aquella época que irse a la tele «era casi prostituirse» y que «echaría a perder mi carrera». Los vengadores fue un éxito y ella se convirtió en una estrella identificada como una heroína pop y símbolo feminista «Nadie en el rodaje imaginamos que Emma se convertiría en ese referente para tantas mujeres», explica. En 1999 fue elegida en una votación de la revista estadounidense TV Guide en  como la mujer más sexi de todos los tiempos.
«Convertirme en un símbolo sexual de la noche a la mañana [en Los vengadores] me sorprendió. No sabía cómo manejarlo y guardé toda la correspondencia de los fans sin abrir en el maletero de mi coche porque no sabía cómo responder y pensé que era de mala educación tirarla. Entonces mi madre se convirtió en mi secretaria y respondió a las realmente inapropiadas diciendo: "Mi hija es demasiado mayor para ti. ¡Ve a darte una ducha fría!"»

#### Pionera en la reivindicación de igualdad salarial
Rigg fue pionera en la reivindicación de igualdad salarial entre actores y actrices que décadas después, en el siglo XXI se convirtió en una extendida reivindicación de las actrices de Hollywood. Se enfrentó a la productora Associated British Corporation (ABC) cuando descubrió que Patrick Macnee, el protagonista masculino de la serie, y el cámara cobraban más que ella. En la segunda temporada reclamó un aumento salarial de £150 por semana a £450; una lucha que tuvo que asumir en solitario: «Ninguna mujer en la industria me apoyó. [...] Tampoco Patrick. [...] la prensa me describió como una criatura mercenaria cuando lo único que quería yo era igualdad. Es tan deprimente que todavía estemos hablando de la brecha salarial de género». «Me quejé públicamente, los periódicos se hicieron eco y lo logré, pero me quedé sola, nadie me apoyó, ni siquiera mi querido Patrick (Macnee). Era maravilloso, pero como tantos hombres, no quería meterse en problemas».
Rigg no solo consiguió una mejor paga, sino que también obtuvo más flexibilidad en las sesiones de grabación, para que dispusiera del tiempo necesario para actuar en el teatro, lo que hizo participando nuevamente en una producción de la Shakespeare's Company. Años después cuando celebraba a mediados de 2019 cinco décadas de carrera televisiva explicó «menos en la desigualdad salarial, la televisión ha cambiado por completo.» No se quedó en la producción en la tercera temporada, dejando Los vengadores en plena cima. Fue sustituida en la serie por la actriz canadiense Linda Thorson.
Por el papel de Emma Peel, Rigg recibió dos nominaciones para los Emmy como mejor actriz en serie dramática, en 1967 y 1968.

### Carrera en los años 70, 80 y 90
En 1969 rodó la película On Her Majesty's Secret Service (1969), interpretando a Teresa di Vincenzo, esposa de James Bond, junto a George Lazenby, la única de la serie protagonizada por dicho actor. Rigg explicó que asumió el  papel con la esperanza de ser más conocida en Estados Unidos. En 1973-1974, protagonizó una comedia de situación estadounidense de corta duración llamada Diana que según Rigg fue un desastre, pero le permitió pagar la hipoteca.

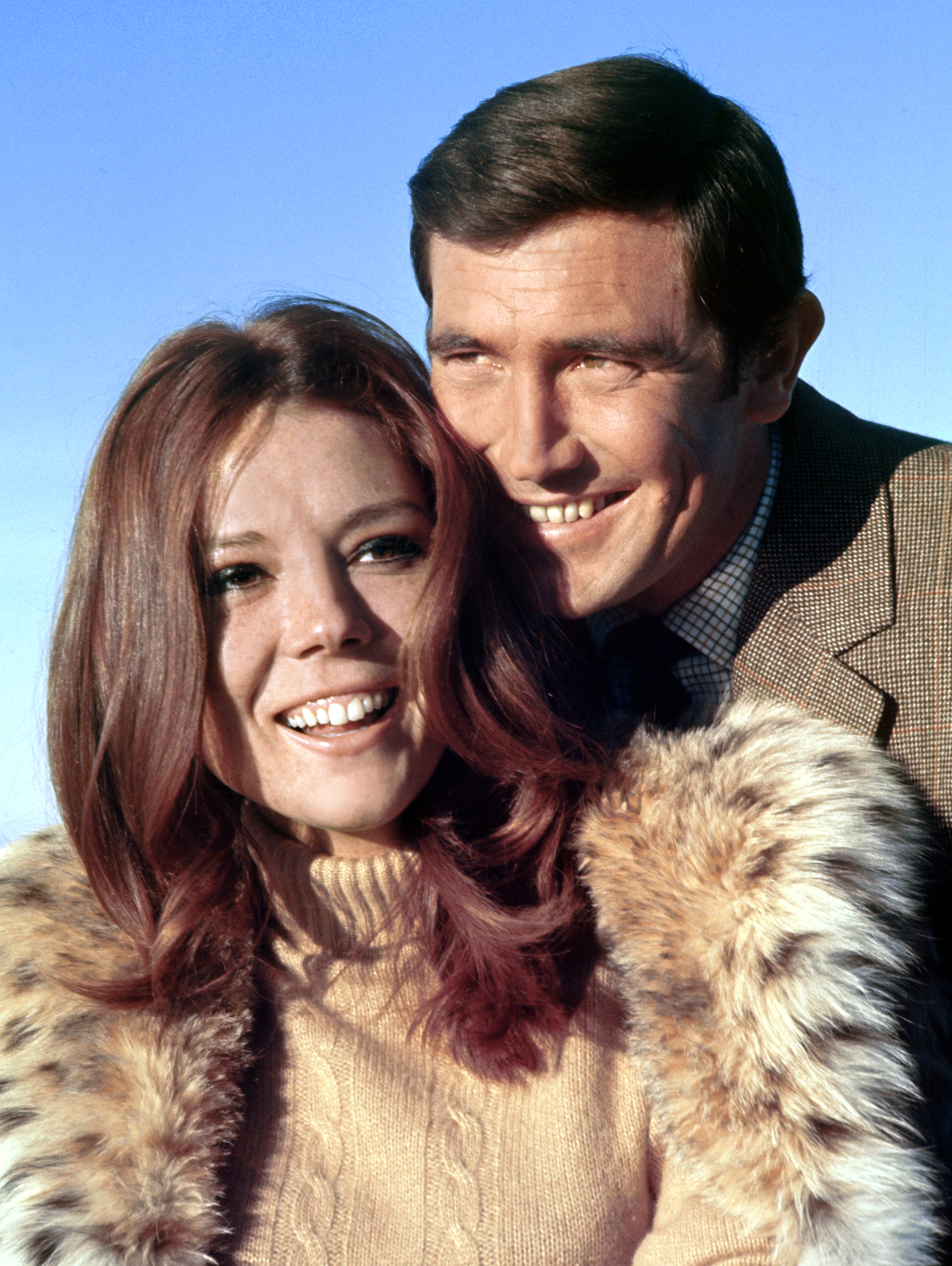
Rigg junto a George Lazenby en 1968.

En este periodo rodó también The Assassination Bureau (1969), Julius Caesar (1970), The Hospital (1971), Theatre of Blood (1973), In This House of Brede (1975), basada en el libro de Rumer Godden, y A Little Night Music (1977). Apareció como el personaje principal en The Marquise (1980), una adaptación televisiva de la obra de Noël Coward. Apareció en la producción de Yorkshire Television de Hedda Gabler (1981) de Ibsen en el papel principal, y como Lady Holiday en la película The Great Muppet Caper (también 1981). Al año siguiente recibió elogios por su interpretación de Arlena Marshall en la adaptación cinematográfica de Muerte bajo el sol de Agatha Christie, compartiendo plano con la antigua rival de su personaje, interpretada por Maggie Smith. 
También intervino como Portia en la versión de 1970 de Julius Caesar de Shakespeare con Charlton Heston.
Durante la década del 80 Rigg apareció en algunas películas y en televisión, mientras que su carrera teatral iba quedando atrás. Solamente actuó en el musical Colette en 1987. 
En los años noventa regresó al escenario, en el Teatro Almeida de Islington, y cosechó una sucesión de éxitos por su intervención en obras como All for Love, Medea, Mother Courage (Madre Coraje y sus hijos) de Bertolt Brecht y Who's Afraid of Virginia Woolf? (¿Quién le teme a Virginia Woolf?). Volvió también al cine para actuar en películas como Moll Flanders y la versión de TV de Rebecca, por la que ganó su único premio Emmy en 1997.
En 1996 fue nominada al Premio Olivier, máximo galardón británico de interpretación teatral, y a finales del mismo año recibió el premio London Evening Standard Drama Award, también de teatro, como mejor actriz por sus papeles en Madre Coraje y ¿Quién le teme a Virginia Woolf?.
Rigg fue cofundadora y directora de United British Artists, la asociación británica de actores.

### Juego de Tronos(2013-2017) y últimos trabajos
Entre 2013 y 2017, apareció en 18 capítulos de la serie Game of Thrones como la regente Olenna Tyrell, matriarca de la casa Tyrell, interpretación muy aclamada, por la que resultó nominada en los premios Emmy de 2013 a 2018.
Sus últimos trabajos televisivos fueron Detectorists (2015-2017), Victoria, You, Me and the Apocalypse (2015-2016), All Creatures Great and Small y la serie de tres episodios Black Narcissus (2020).
En cine, su última actuación fue en la película de terror británica Last Night in Soho (2021), de Edgar Wright. La película está dedicada a la memoria de Rigg.

## Vida personal
En 1960 Rigg vivió durante ocho años con el director Philip Saville, acaparando la atención de la prensa sensacionalista cuando negó tener interés en casarse con Saville, mayor y ya casado, diciendo que no tenía ningún deseo «de ser respetable». Entre 1973 y 1976 estuvo casada con el pintor israelí Menachem Gueffen y posteriormente con el productor teatral, Archibald Hugh Stirling entre 1982 y 1990. Con Stirling tuvo una hija, Rachael Atlanta Stirling, que nació en 1977, cinco años antes de que se casaran, quien también siguió la carrera de su madre como actriz. En 2017 nació su primer y único nieto, Jack.

### Muerte
La actriz falleció el 10 de septiembre de 2020 a los 82 años, como consecuencia de un cáncer que le fue diagnosticado en marzo de 2020.

## Premios y reconocimientos
En 1988 fue nombrada Comandante de la Orden del Imperio Británico y en 1994 fue nombrada Dame,  título honorífico inglés, equivalente femenino del Sir de la Orden del Imperio Británico.  
Además ha recibido distinciones honorarias de las universidades de Leeds, Stirling y Nottingham; y por sus méritos de interpretación en los escenarios y la televisión:
- 1990 Premio BAFTA y Broadcasting Press Guild Award por Mother Love.
- 1992  Premio Evening Standard Theatre por Medea.
- 1994 Premio Tony por Medea .
- 1996  Premio Evening Standart por Mother Courage y Who's Afraid of Virginia Woolf?.
- 1997 Premio Emmy a la Mejor Actriz de Reparto por Rebecca. (9 nominaciones en su carrera).[26]
- 2000 Premio Especial BAFTA, por su trabajo en Los vengadores.[27]
- 2019, fue distinguida por el Festival Canneséries, Festival Internacional de Series de Cannes con el Prix Variety que distingue una carrera excepcional a actores y actrices.[28]

## Publicaciones
Escribió dos libros, uno sobre el mundo del teatro; No Turn Unstoned: The Worst Ever Theatrical Reviews ('No se dejó nada sin apedrear: las peores críticas teatrales de la historia') en 1983 ; y el otro una colección de poesía lírica inglesa, So to the Land ('Tan [dedicada] a la patria') en 1994. 

## Trayectoria

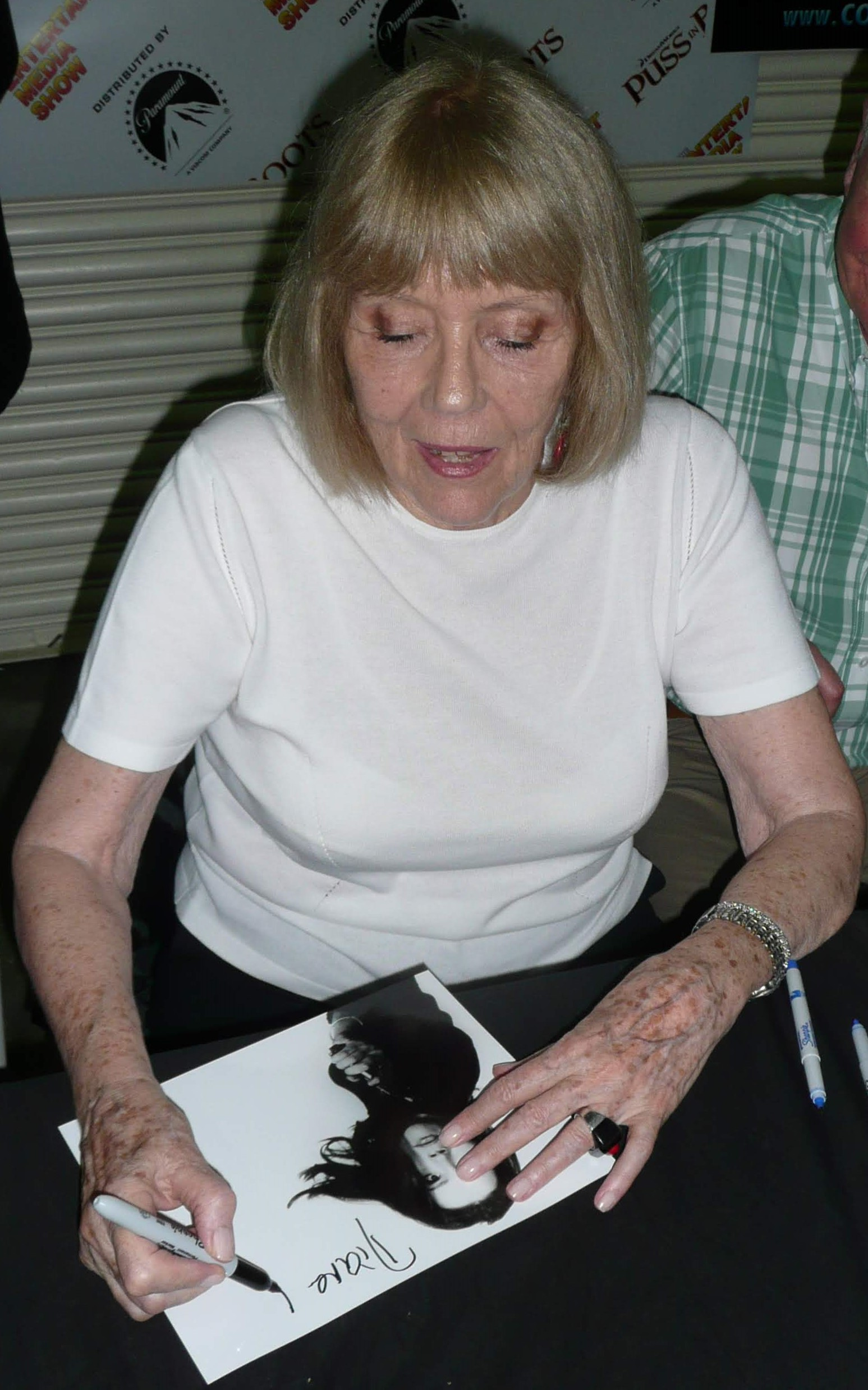
Rigg firmando autógrafos en 2011.

### Teatro
- 1959 - The Caucasian Chalk Circle (Natasha Abashwilli)
- 1959 - Othello
- 1959 - Alls Well That Ends Well
- 1960 - Merchant of Venice (El mercader de Venecia)
- 1960 - A Winter's Tale
- 1960 - The Duchess of Malfi (La duquesa de Amalfi)
- 1961 - The Devils (Philippe Trincant)
- 1961 - Becket
- 1961 - The Taming of the Shrew
- 1961 - Troilus and Cressida (Troilo y Crésida, como Andrómaca)
- 1962 - A Midsummer Night's Dream (Sueño de una noche de verano, como Helena)
- 1962 - Macbeth (como lady Macbeth)
- 1962 - King Lear (Cordelia)
- 19?? - A Comedy of Errors (Adriana)
- 1963: The Physicists
- 1968 - Twelfth Night (Viola)
- 1970 - Abelard and Heloise (Abelardo y Eloísa, como Eloísa)
- 1971 - Jumpers (Dolly)
- 1971 - Macbeth (como Lady Macbeth)
- 1971 - The Misanthrope (Celimene)
- 1974 - Pygmalion (Eliza Doolittle)
- 1976 - Phaedra Britannica (Phaedra)
- 1978 - Night and Day
- 1982 - Muerte Bajo el Sol ( Arlena Marshall)
- 1982 - Colette (Colette)
- 1985 - Antony and Cleopatra
- 1987 - Follies
- 1990 - All for Love (Cleopatra)
- 1994 - Medea (Medea)
- 1994 - Phedre
- 1995 - Mother Courage (Madre Coraje)
- 1996 - Who's Afraid of Virginia Woolf?
- 1998 - Phedre and Britannicus (Colette)
- 1999 - Almeida (Britannicus)
- 2001 - Humble Boy
- 2001 - The Women
- 2002 - The Hollow Crown
- 2004 - Suddenly, Last Summer
- 2006 - Honour
- 2008 - Hay Fever
- 2008 - The Cherry Orchard
- 2011  - Pygmalion
- 2018  - My Fair Lady

### Filmografía
- 1962 - Our Man in the Caribbean
- 1968 - A Midsummer Night's Dream (Helena)
- 1969 - El club de los asesinos (Srta. Winters)
- 1969 - On Her Majesty's Secret Service (Tracy Vincenzo)
- 1970 - Julius Caesar (Portia)
- 1971 - The Hospital (Barbara Drummond)
- 1973 - Theatre of Blood (Edwina Lionheart)
- 1977 - A Little Night Music (Charlotte Mittelheim)
- 1981 - The Great Muppet Caper (Lady Holiday)
- 1982 - Muerte bajo el sol (Arlena Marshall)
- 1987 - Blancanieves (La Reina Malvada)
- 1993 - Genghis Cohn (Frieda von Stangel)
- 1994 - A Good Man in Africa (Chloe Fanshawe)
- 1998 - Parting Shots (Lisa)
- 2005 - Heidi (Abuela)
- 2006 - The Painted Veil (Madre superiora)
- 2021 - Last Night in Soho (Ms Collins, último papel cinematográfico)[29]

#### Novelas y películas adaptadas para la televisión
- 1964 - The Comedy of Errors (Adriana)
- 1965 - Armchair Theatre: "The Hothouse"
- 1965 - Blood & Thunder: Women Beware Women
- 1970 - Saturday Night Theatre: "Married Alive" (Liz Jardine)
- 1975 - In This House of Brede (Dame Phillipa)
- 1980 - The Marquise (Eloise La Marquise d'Casternell)
- 1981 - The Great Muppet Caper (Lady Holiday)
- 1982 - Witness for the Prosecution (Christine Vole)
- 1982 - Little Eyolf (Rita Allmers)
- 1984 - King Lear (Regan)
- 1986 - The Worst Witch (Srta. Hardbroom)
- 1987 - Unexplained Laughter (Lydia)
- 1987 - A Hazard of Hearts (Lady Harriet Vulcan)
- 1992 - Mrs. 'Arris Goes to Paris (Mme. Colbert)
- 1994 - Running Delilah (Judith)
- 1995 - Danielle Steel's Zoya (Countess Evgenia)
- 1995 - The Haunting of Helen Walker (Sra. Grose)
- 1996 - The Fortunes and Misfortunes of Moll Flanders (Sra. Golightly)
- 1996 - Samson and Delilah (Mara)
- 1997 - Rebeca (Sra. Danvers)
- 1999 - The Mrs. Bradley Mysteries: The Speedy Death (Sra. Adela Bradley)
- 1999 - The American (Madame de Bellegarde)
- 2003 - Murder In Mind (Jill Craig)
- 2020 - Black Narcissus (Madre Dorothea)

#### Series televisivas
- 1965 - Los Vengadores (Emma Peel)
- 1973 - Diana (Diana Smythe)
- 19?? - Held In Trust - A Video Guide to Scotland (Presentadora)
- 1977 - Three Piece Suite - series de seis partes (Artista principal)
- 1979 - Oresteia - miniserie (Kytamnestra)
- 1980 - Mystery! (Anfitriona)
- 1981 - Hedda Gabler
- 1985 - Bleak House - miniserie (Lady Dedlock)
- 1989 - Mother Love - miniserie (Helena Vesey)
- 1999 - The Mrs. Bradley Mysteries (Sra. Adela Bradley)
- 2000 - In the Beginning - miniserie (Rebeccah adulta)
- 2001 - Victoria and Albert - miniserie (Baronesa Lehzen)
- 2013-2017 - Juego de Tronos - Olenna Tyrell (18 episodios)
- 2017 - Victoria - Duquesa de Buccleuch

#### Apariciones en televisión como artista invitada
- 1963 - The Sentimental Agent - Capítulo: "A Very Desirable Plot" (Francy)
- 1964 - The Comedy of Errors (Adriana)
- 1975 - Morecambe & Wise Christmas Show (como ella misma)
- 1990 - Road to Avonlea - Capítulo: "The Disappearance" (Lady Blackwell)
- 2006 - Extras - Capítulo 3 de la 2.ª temporada (como ella misma)
- 2013 - Doctor Who - Capítulo : "The Crimson Horror" (Mrs. Gillyflower)
- 2020 - All Creatures Great and Small (Mrs. Pumphrey)

#### Video
- 2001 - The Theatre Museum, Covent Garden